# FMEA
FMEA (ang. failure mode and effects analysis) – analiza rodzajów i skutków możliwych błędów. Metoda ta ma na celu zapobieganie skutkom wad, które mogą wystąpić w fazie projektowania oraz w fazie wytwarzania. 
Podstawowe założenia FMEA to:
- około 75 procent błędów wynika z nieprawidłowości w fazie przygotowania produkcji. Ich wykrywalność w fazie początkowej jest niewielka.
- około 80 procent błędów wykrywanych jest w fazie produkcji i jej kontroli a także w czasie eksploatacji.

## Zakres zastosowań metody FMEA
1. Optymalizacja produktu:
  - na etapie projektowania - najlepszy moment na analizę, możliwe jest osiągnięcie najlepszych wyników dzięki łatwości wprowadzania zmian w produkcie znajdującym się jedynie na  komputerze,
  - przed wdrożeniem do produkcji - ograniczone efekty ze względu na ograniczenia narzucane przez przygotowany projekt produktu. Jednak wciąż lepiej użyć FMEA niż nie używać,
  - późniejsze etapy - bardzo ograniczone efekty ze względu na to, że niemal wszystkie parametry zostały już ustalone. Warto rozważyć użycie FMEA przed kolejną aktualizacją produktu.
2. Optymalizacja procesu:
  - wdrożenie nowego procesu - bardzo dobry moment, ale zdarza się bardzo rzadko w firmie,
  - doskonalenie istniejącego procesu - bardzo dobry moment, ponieważ doskonalenie procesu nie jest tak ograniczone jak doskonalenie produktu.
3. Zarządzanie ryzykiem:
  - jako prosta metoda identyfikacji i postępowania z ryzykiem. Może być wystarczająca dla małych i średnich przedsiębiorstw.[1]

## Etapy wdrażania FMEA
Przy każdej analizie FMEA grupa zazwyczaj trzyma się następującego harmonogramu:
1. Identyfikacja elementów wyrobu oraz procesu (kolejność technologiczna)
2. Sporządzenie wykazu wystąpienia możliwych wad wyrobu/błędów w procesie
3. Sporządzenie wykazu prawdopodobnych skutków tych wad/błędów
4. Sporządzenie wykazu listy przyczyn możliwych wad wyrobu/błędów
5. Analiza potencjalnych wad/błędów
6. Ocena ryzyka popełnienia wad/błędów
7. Zaplanowanie działań zapobiegawczych
8. Wdrożenie działań zapobiegawczych i badanie ich skuteczności.

Wynik takiego działania ma zazwyczaj formę tabeli w której dla każdej operacji oblicza się średnią ważoną (operacje 1-6) przykład poniżej
| Operacja      | Typ błędu            | Opis skutków       | SEV                            | Możliwe przyczyny | OCC                               | Sposób zapobiegania/wykrywania     | DET                           | RPN                        |
| ------------- | -------------------- | ------------------ | ------------------------------ | ----------------- | --------------------------------- | ---------------------------------- | ----------------------------- | -------------------------- |
| Opis operacji | Opis możliwego błędu | Opis skutków błędu | Uciążliwość dla klienta (1-10) | Opis przyczyn     | Częstotliwość występowania (1-10) | Opis aktualnych metod zapobiegania | Skuteczność wykrywania (1-10) | Wartość ryzyka=SEV*OCC*DET |

Następnie sortuje się wyniki od najwyższego do najniższego wskaźnika RPN i po kolei stara się zmniejszać poszczególne wartości do poziomów akceptowalnych.

## Historia
Metodę FMEA (Failure Mode and Effect Analysis) - znana też pod innymi nazwami: FMECA (Failure Mode and Criticality Analysis)  i AMDEC (Analys des Modes de Defaillace et Leurs Effets) - zaczęto stosować w latach 60 w USA przy wyrobach dla astronautyki. Metodą tą weryfikowano projekty różnych elementów statków kosmicznych, by zapewnić bezpieczeństwo uczestnikom wyprawy. Sukces tej metody w NASA, spowodował, że znalazła ona zastosowanie w przemyśle lotniczym i jądrowym. Programy NASA wykorzystujące FMEA obejmowały Apollo, Viking, Voyager, Magellan, Galileo, Skylab. W latach siedemdziesiątych i osiemdziesiątych metoda ta zadomowiła się w Europie i znalazła nowe zastosowania w przemyśle chemicznym, elektronicznym, a także samochodowym gdzie zaobserwowano największą dynamikę zastosowania tej metody. W latach dziewięćdziesiątych została zaadaptowana w ramach normy ISO 9000, a w szczególności w QS-9000 przeznaczonej dla przemysłu samochodowego.